# Capucine (auteur)
Pour les articles homonymes, voir Capucine.
Capucine Deslouis (née le 9 février 1977 à Paris) est une maquettiste d'édition, illustratrice et autrice de bande dessinée française.

## Biographie
Après une terminale littéraire anglais, elle suit une prépa pour l'École nationale supérieure des arts décoratifs. Elle ne réussit pas le concours d'entrée, mais est acceptée dans une école désormais appelée École professionnelle supérieure d'arts graphiques et d'architecture (EPSAVP). Elle est titulaire d'un diplôme de concepteur graphique. Elle est maquettiste dans une maison d'édition[Laquelle ?] qui publie des ouvrages sur le voyage et des beaux livres.
En 2008, elle participe à l'album collectif Premières fois (éditions Delcourt), sous la direction de David Chauvel,.
En 2010, sur un scénario de Sibylline et des dessins de Jérôme d'Aviau, Capucine calligraphie l'album Le trop grand vide d'Alphonse Tabouret, bien accueilli sur BoDoï et Actua BD.

## Œuvre
- Corps de rêve[5], éd. Le cycliste, 2004
- Le Philibert de Marilou, avec Olivier Ka, éd. Le cycliste, 2005
- Boule de neige, collectif, Delcourt, 2006
- Nous n'irons plus ensemble au canal Saint Martin[6], scénario de Sibylline et Loïc Dauvillier, dessin de Capucine, Jérôme d'Aviau et François Ravard; éditions les Enfants Rouges, 2007
- Premières fois, collectif, éd. Delcourt, 2008
- Le trop grand vide d'Alphonse Tabouret, scénario de Sibylline et Jérôme d'Aviau, éd. Ankama Éditions, 2010
- Sophia délivre Paris[7], avec Libon, éd. Delcourt, 2010
- Rat et les Animaux moches[8], scénario de Sibylline, dessins de Jérôme d'Aviau, éditions Delcourt, 2018

### Collectif
- Premières fois, sous la direction de David Chauvel, (éditions Delcourt), 2008
- Comicscope de David Rault, l'Apocalypse, 2013
- Axolot T.1[9] de Patrick Baud, Delcourt, 2014 (segment L'île des poupées avec Sibylline)